# 中国西南航空4146便墜落事故
中国西南航空4146便墜落事故（ちゅうごくせいなんこうくう4146びんついらくじこ、英: China Southwest Airlines Flight 4146）とは1988年1月18日に中国西南航空4146便（イリューシン Il-18）が中華人民共和国・重慶市付近に墜落し、乗客乗員108人全員が死亡した事故である。

## 事故の概要
4146便は北京・北京首都国際空港発重慶・重慶空港行き国内定期旅客便であり、週に2便運航されていた。当日は乗客98人、乗員10人が搭乗しており、乗客のうち94人が中国人で、3人が日本人だった。当日の4146便はB-222機で運行されていた。
4146便は13時35分に離陸する予定だったが、タイヤの交換のため離陸が遅れていた。
4146便が重慶に接近しているとき、4番エンジン（右翼の外側のエンジン）で火災が発生した。この火災によりエンジンのマウントが焼け、エンジンが翼から落下し、操縦不能となった。4146便は電力線と2軒の農家の家屋に接触し、炎上した。この事故で搭乗していた全員が死亡した。
1月20日までにブラックボックスが回収された。エンジン火災はオイル漏れによるものであった。エンジンは停止し、プロペラは激しい振動のためにフェザリングになった。
しかし、4番エンジンに取り付けられていた右スターター/ジェネレーターは、プロペラをフェザリングにするために高圧で油を供給するチューブを焼くほどに過熱した状態になっていた。
パイロットがプロペラをフェザリング状態にしたところ、チューブが破裂し漏れた油が発火した。そのため、4番エンジンはパイロンから落下したが、激しい振動のため左翼1番エンジンもフェザリング状態になり、操縦不能になったため墜落した。

## 余波と原因
4146便の墜落からまもなく、中国民用航空局は安全点検を命じ、それにより最低17機の飛行停止につながる機械的問題が見つかった。
4146便の墜落は整備不良によるものであるとされた。
本来事故を避けられる人的なミスがあるとの指摘があった。4つのエンジンの中の1つは故障した段階で、5分ほど近い重慶空港に不時着すれば、生存する可能性が大きいのに。パイロットと乗員は実家に近い成都に戻リたいため、40分程遠い成都空港に不時着する判断をした。事故後に亡くなった乗員の責任を問うことを避けるため、当時の西南航空会社は乗員の判断ミスを隠し、整備不良を理由に公表した。